# Mort provoquée par une noix de coco

Panneau d'avertissement de danger posé à Honolulu (Hawaï, États-Unis), dont les inscriptions sont en anglais et en japonais.

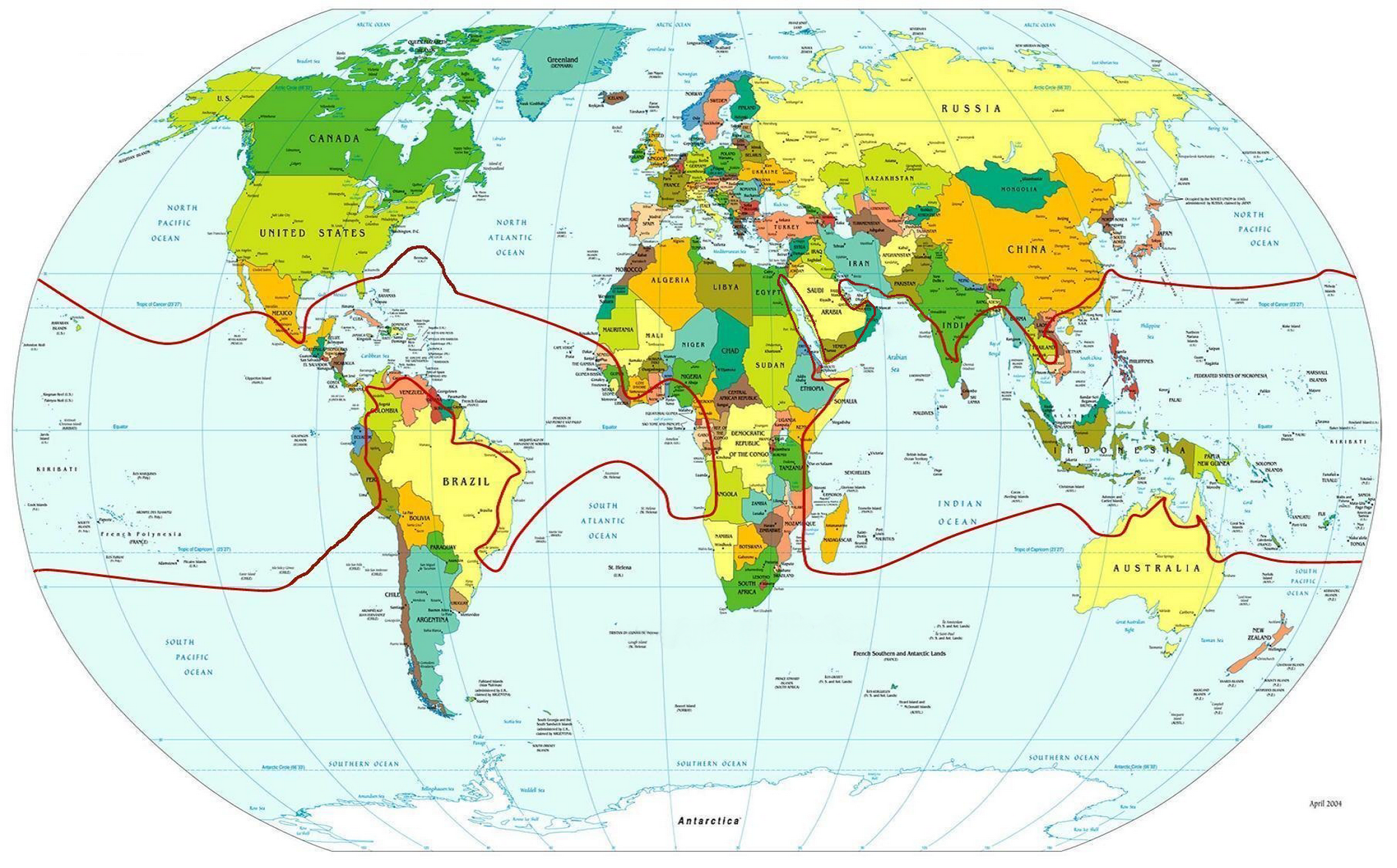
Zone d'habitat du cocotier, délimitée par les lignes rouges (basé sur les travaux de Werth).

La chute des noix de coco (ou cocos) des cocotiers provoque très souvent des traumatismes importants pouvant entraîner la mort, généralement à la suite de blessures à la tête,.

## Contexte

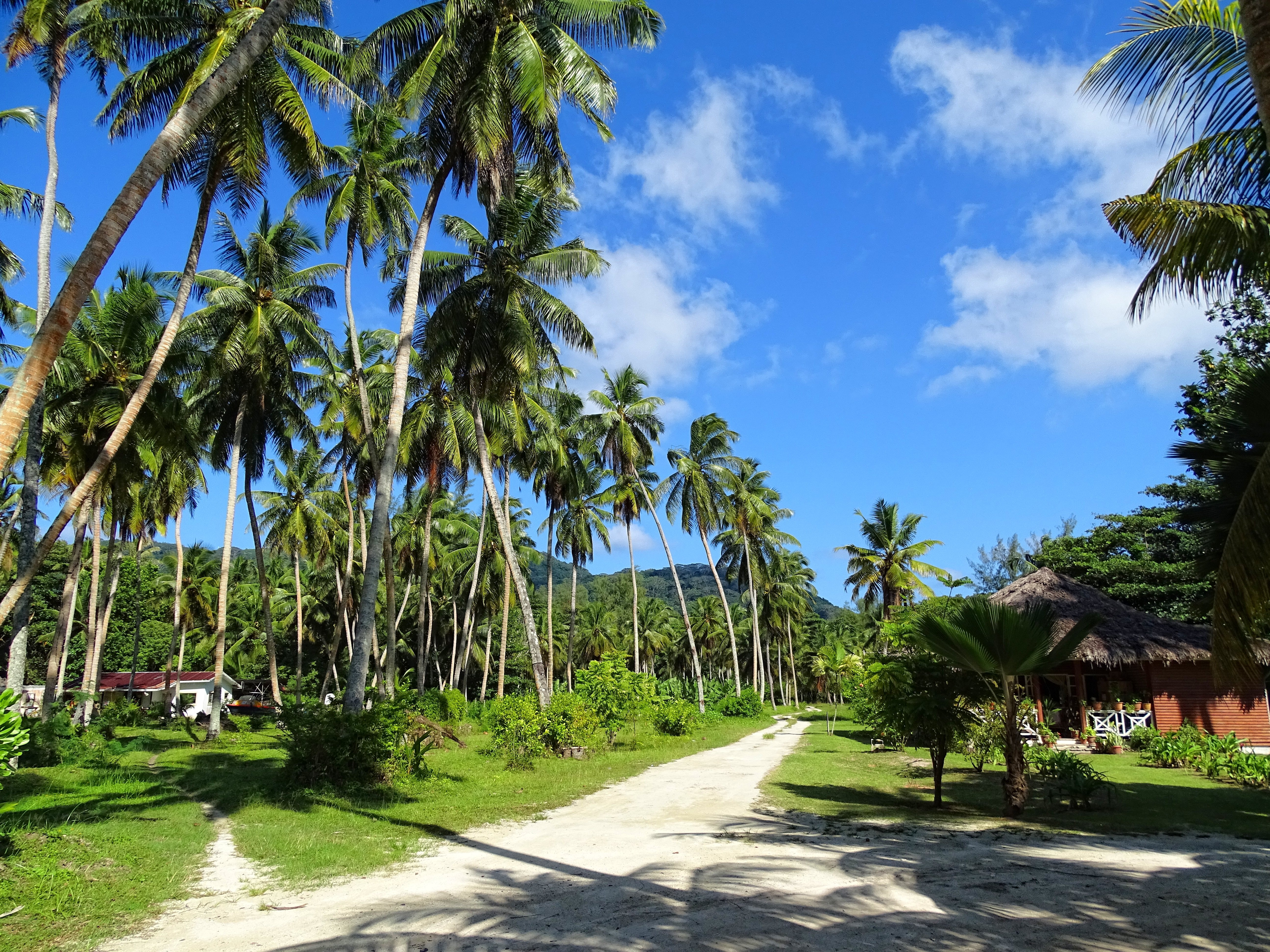
Cocoteraie à La Digue.

Un cocotier (Cocos nucifera) mesure environ 30 mètres de hauteur. Il peut produire 70 noix de coco par an mais généralement le cocotier en produit moins de 30. Une noix de coco complète pèse environ 1,44 kg. Cocos nucifera est cultivé dans plus de 80 pays à travers le monde.
Le docteur Peter Barss a contribué à la réputation du danger lié au fait d'être à proximité d'un cocotier, son étude réalisée courant 1984 en Papouasie-Nouvelle-Guinée ayant révélé que 2,5% des patients admis à l’hôpital y entrent pour des blessures dues à une chute de noix de coco, étude qui lui a valu d'être lauréat 2001 du prix Ig Nobel.

## Cas documentés

### Chutes

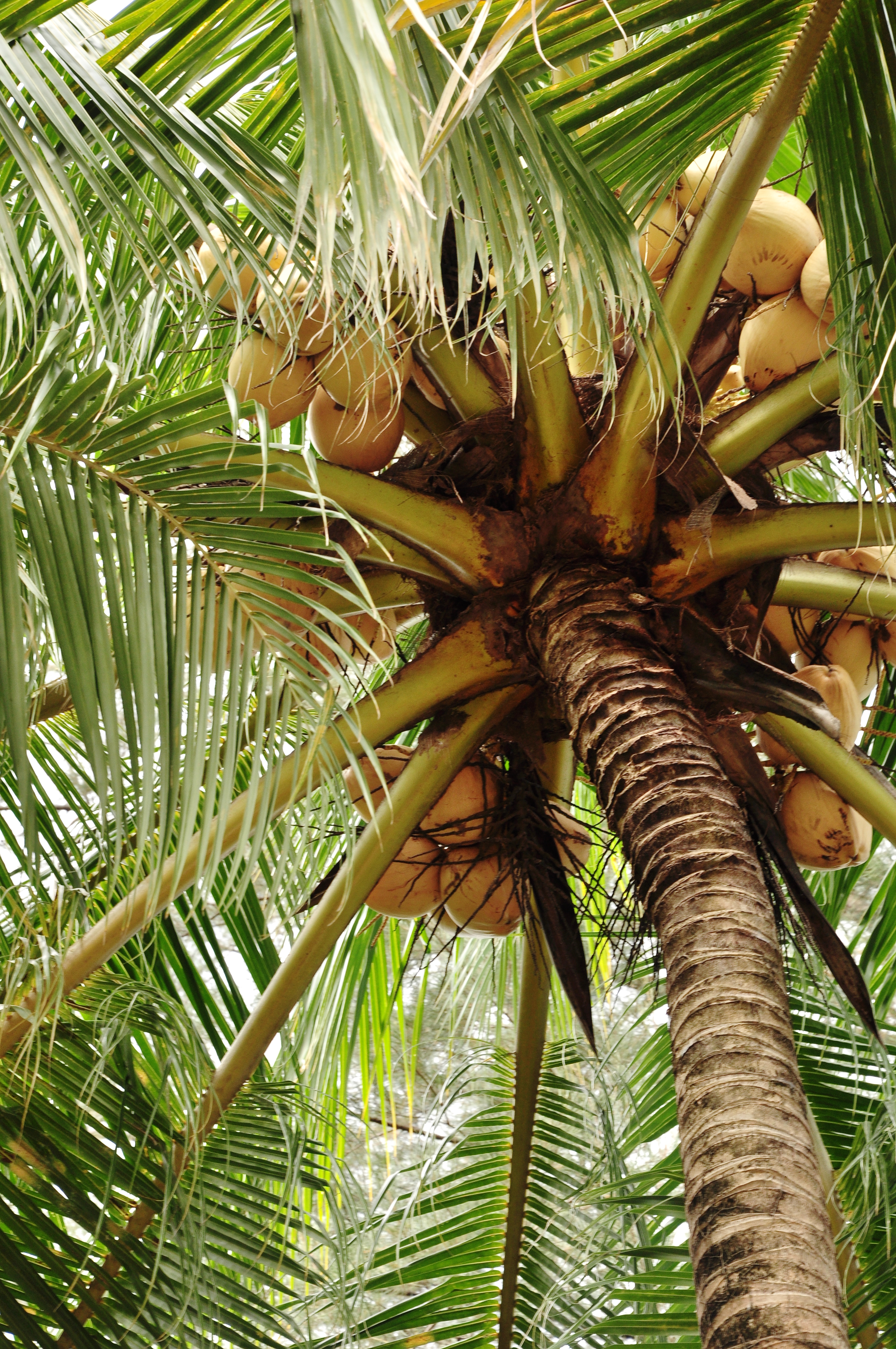
Noix de coco sur un cocotier de Sabah (Malaisie).

- Vers 1777, une concubine du roi Tetui de Mangaia, dans les îles Cook, mourut après avoir été frappée par une noix de coco[8].
- En 1833, quatre personnes meurent de chutes de noix de coco à Ceylan[9].
- En janvier 1943, un soldat de l’United States Marine Corps est tué dans son sommeil par une noix de coco tombée d'un arbre, près de Henderson Field à Guadalcanal[10].
- En 1973 à Honolulu, une fillette de deux ans est tuée par la chute d'un grand nombre de noix de coco sur une plage[11].
- En 2010, en Inde à Thirupam, un bébé d'un mois et demi est tué par la chute d'une noix de coco sur sa tête alors qu'il était sur les genoux de sa mère[12].
- En 2013, un homme est touché à la tête par une noix de coco alors qu'il marchait au Sri Lanka. Il succombe par la suite à ses blessures[13].

### Autres
Bien que la mort par noix de coco soit généralement liée à leur chute de l'arbre, d'autres cas ont été signalés. 
- En avril 1983, une baleine de Cuvier est retrouvée échouée sur un banc de sable. Selon un médecin qui a réalisé son autopsie, la cause de la mort est une insuffisance hépatocellulaire provoquée par une enveloppe de noix de coco qui s'est logée dans ses intestins[14].
- En mai 1997, le signalement d'un cas de noyade dans une cuve d'huile de coco (issue de la noix de coco) est publié[15].

#### Utilisation comme arme
- En 1944, durant la Seconde Guerre mondiale, des rapports ont été publiés indiquant que des troupes japonaises ont utilisé des bombes de noix de coco pour défendre l'île de Leyte. Les noix de coco ont été évidées et remplies d'acide picrique ou de grenades avant d'être scellées à la cire[16].
- En juillet 2004, un homme habitant à Udunuwara au Sri Lanka, est tué après avoir reçu une noix de coco à la tête. La police a conclu que la noix de coco n'est pas tombée d'un arbre mais a été lancée[17].

## Noix de coco et justice
Les blessures liées aux chutes de noix de coco font parfois l'objet de procédures judiciaires.
- En 1956, la ville de Miami verse 300 $ à une femme dont le pied a été blessé par la chute d'une noix de coco[18].
- En 1977, un policier reçoit 39 000 $ après avoir été touché par une chute de noix de coco alors qu'il retirait les feuilles d'un trottoir à Lahaina à Hawaï. Le propriétaire du cocotier a été poursuivi[19].

## Statistiques

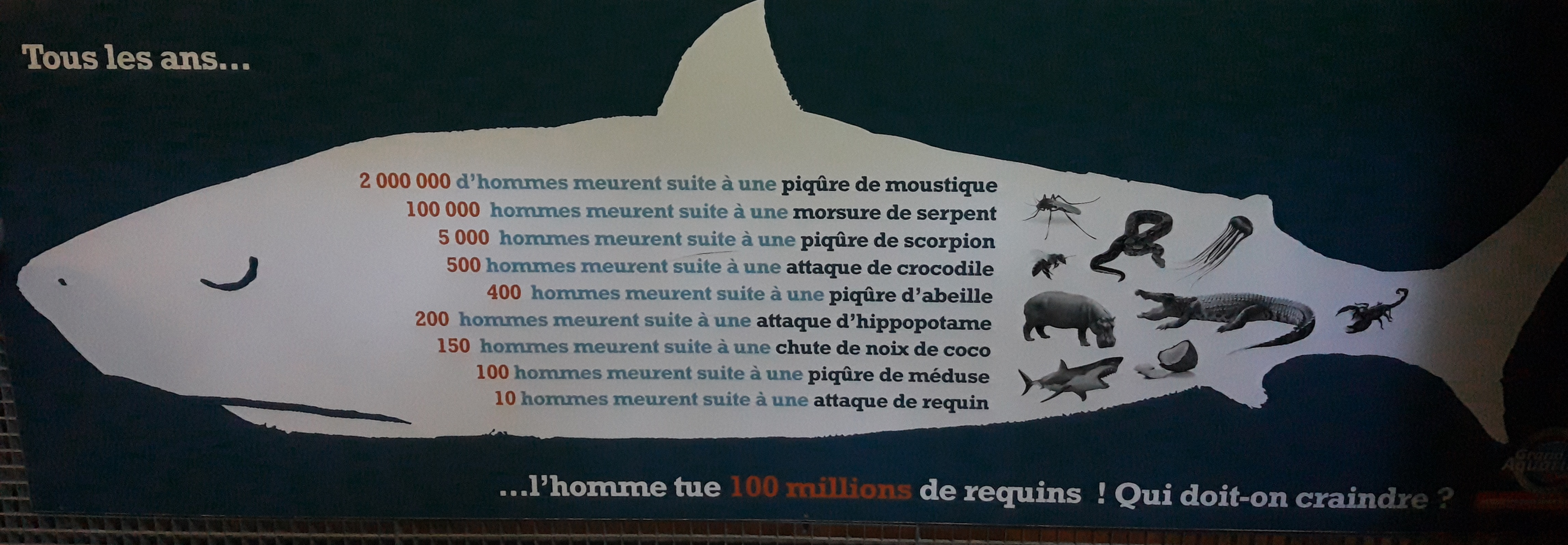
Panneau du Grand aquarium Saint-Malo véhiculant en 2021 l'idée que les noix de coco tuent plus que les requins.

Le chiffre de 150 morts par an est régulièrement repris dans la presse et comparé aux morts en raison des attaques de requins. Cependant, ce chiffre semble ne se baser sur aucune étude précise et est probablement faux. Il n'existe pas en 2017, d'estimations précises du taux annuel mondial de mortalité dû à la chute des noix de coco. Étant donné la rareté des témoignages de décès dus aux chutes de noix de coco, il semble peu probable qu'elles représentent une plus grande menace pour la santé humaine que les requins - les deux événements étant tous deux extrêmement improbables.
Joel Best, professeur de sociologie et de droit pénal à l'université du Delaware, a déclaré en 2004 à ce propos :
« Bien qu'il s'avère que la littérature médicale comporte quelques rapports de blessures - et non de décès - infligées par des chutes de noix de coco, le chiffre de 150 décès est l'équivalent journalistique d'une légende contemporaine. On le fait passer pour un "fait réel", répété comme quelque chose que "tout le monde connaît". » - Joel Best : More Damned Lies and Statistics: How Numbers Confuse Public Issues